# Tao (popolo)

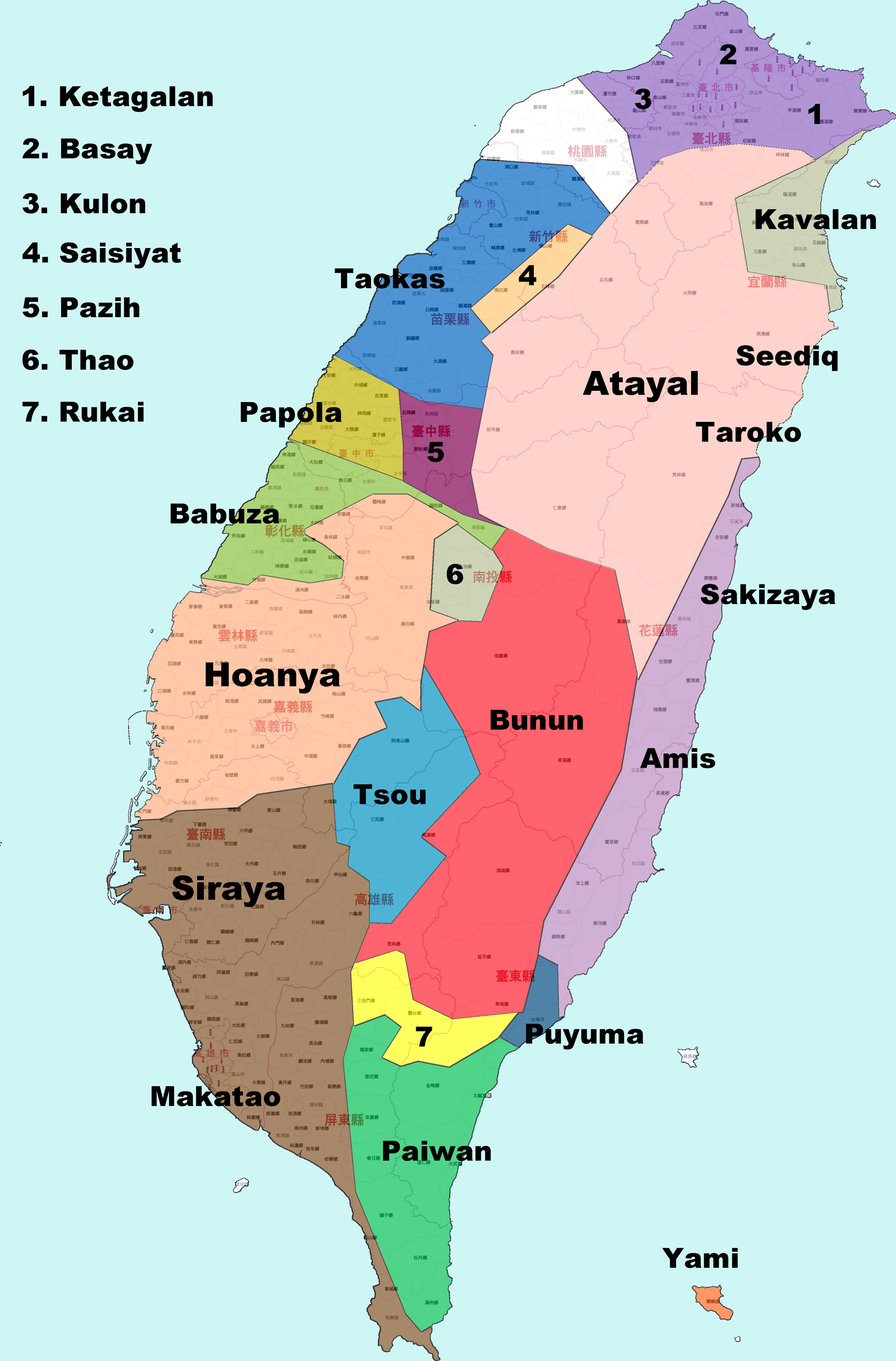
Distribuzione delle etnie indigene di Taiwan.

I Tao (cinese tradizionale: 達悟族), conosciuti anche con il nome inappropriato di Yami (雅美), sono un'etnia di aborigeni taiwanesi nativi della piccola isola di Orchid Island, al largo della costa orientale di Taiwan. I Tao sono un popolo austronesiano, sia linguisticamente che culturalmente, più vicini al popolo Ivatan delle isole Batanes, arcipelago delle Filippine, piuttosto che agli altri popoli taiwanesi. La parola Tao (pronunciata Ta-o) vuol dire "persona" o "popolo", sia in lingua tao che nelle lingue filippine. Una delle tradizioni principali del popolo Tao è costruire canoe, che sono simbolo della loro tribù.
Nell'anno 2000, i Tao raggiungevano il numero di 3.872 individui, approssimativamente l'1% della popolazione di indigeni di Taiwan.